# Campeonato Mundial de Karate de 2008
El Campeonato Mundial de Karate de 2008 fue la versión número 19 del torneo más importante del karate a nivel mundial. Este evento se realizó en el Nippon Budokan en la ciudad de Tokio, Japón, entre el 13 y el 16 de noviembre de 2008.

## Resultados

### Masculino
| Evento             | Oro                           | Plata                               | Bronce                         |
| ------------------ | ----------------------------- | ----------------------------------- | ------------------------------ |
| kata individual    | Luca Valdesi · Italia ·       | Antonio Díaz · Venezuela ·          | Vu Duc Minh Dack Francia       |
| kata individual    | Luca Valdesi · Italia ·       | Antonio Díaz · Venezuela ·          | Mustafa Ibrahim · Egipto ·     |
| Kata por equipos   | Francia                       | Japón                               | Perú                           |
| Kata por equipos   | Francia                       | Japón                               | Italia                         |
| Kumite −60 kg      | Danil Domdjoni · Croacia ·    | Darkhan Assadilov · Kazajistán ·    | Hossein Rouhani Irán           |
| Kumite −60 kg      | Danil Domdjoni · Croacia ·    | Darkhan Assadilov · Kazajistán ·    | Douglas Brose · Brasil ·       |
| Kumite −65 kg      | George Kotaka Estados Unidos  | Ádám Kovács · Hungría ·             | William Rolle Francia          |
| Kumite −65 kg      | George Kotaka Estados Unidos  | Ádám Kovács · Hungría ·             | Takuro Nihei Japón             |
| Kumite −70 kg      | Rafael Aghayev Azerbaiyán     | Tamer Abdelraouf · Egipto ·         | Saeed Baghbani · Canadá ·      |
| Kumite −70 kg      | Rafael Aghayev Azerbaiyán     | Tamer Abdelraouf · Egipto ·         | Shinji Nagaki Japón            |
| Kumite −75 kg      | David Dubó · Chile ·          | Müslüm Baştürk Turquía              | Mohamed Abdelrahman · Egipto · |
| Kumite −75 kg      | David Dubó · Chile ·          | Müslüm Baştürk Turquía              | Ko Matsuhisa Japón             |
| Kumite −80 kg      | Satoshi Ibuchi Japón          | Islamutdin Eldarushev · Rusia ·     | Hany Shakr · Egipto ·          |
| Kumite −80 kg      | Satoshi Ibuchi Japón          | Islamutdin Eldarushev · Rusia ·     | Alibek Prenov · Kazajistán ·   |
| Kumite +80 kg      | Stefano Maniscalco · Italia · | Ibrahim Gary Francia                | Calum Robb Escocia             |
| Kumite +80 kg      | Stefano Maniscalco · Italia · | Ibrahim Gary Francia                | Jonathan Horne · Alemania ·    |
| Kumite open        | Rafael Aghayev Azerbaiyán     | Spyridon Margaritopoulos · Grecia · | Stefano Maniscalco · Italia ·  |
| Kumite open        | Rafael Aghayev Azerbaiyán     | Spyridon Margaritopoulos · Grecia · | Gogita Arkania Georgia         |
| Kumite por equipos | Turquía                       | Serbia                              | Egipto                         |
| Kumite por equipos | Turquía                       | Serbia                              | España                         |

### Femenino
| Evento             | Oro                       | Plata                           | Bronce                                |
| ------------------ | ------------------------- | ------------------------------- | ------------------------------------- |
| Kata individual    | Nguyễn Hoàng Ngân Vietnam | Sara Battaglia · Italia ·       | Kasuga Wakabayashi Japón              |
| Kata individual    | Nguyễn Hoàng Ngân Vietnam | Sara Battaglia · Italia ·       | Marija Madžarević Serbia              |
| Kata por equipos   | Japón                     | Francia                         | Italia                                |
| Kata por equipos   | Japón                     | Francia                         | España                                |
| Kumite −53 kg      | Natsuki Fujiwara Japón    | Kora Knühmann · Alemania ·      | Gülderen Çelik Turquía                |
| Kumite −53 kg      | Natsuki Fujiwara Japón    | Kora Knühmann · Alemania ·      | Elena Ponomareva · Rusia ·            |
| Kumite −60 kg      | Maria Sobol · Rusia ·     | Nassim Varasteh · Canadá ·      | Katarina Strika Serbia                |
| Kumite −60 kg      | Maria Sobol · Rusia ·     | Nassim Varasteh · Canadá ·      | Vildan Doğan Turquía                  |
| Kumite +60 kg      | Tiffany Fanjat Francia    | Elisa Au-Fonseca Estados Unidos | Evgenia Podborodnikova · Rusia ·      |
| Kumite +60 kg      | Tiffany Fanjat Francia    | Elisa Au-Fonseca Estados Unidos | Cristina Feo · España ·               |
| Kumite abierto     | Yuka Sato Japón           | Gloria Casanova · España ·      | Ema Aničić · Croacia ·                |
| Kumite abierto     | Yuka Sato Japón           | Gloria Casanova · España ·      | Eva Tulejová-Medveďová · Eslovaquia · |
| Kumite por equipos | Alemania                  | España                          | Italia                                |
| Kumite por equipos | Alemania                  | España                          | Francia                               |

## Medallero
| Núm.  | País           | Oro | Plata | Bronce | Total |
| ----- | -------------- | --- | ----- | ------ | ----- |
| 1     | Japón          | 4   | 1     | 4      | 9     |
| 2     | Francia        | 2   | 2     | 3      | 7     |
| 3     | Italia         | 2   | 1     | 4      | 7     |
| 4     | Azerbaiyán     | 2   | 0     | 0      | 2     |
| 5     | Rusia          | 1   | 1     | 2      | 4     |
| 5     | Turquía        | 1   | 1     | 2      | 4     |
| 7     | Alemania       | 1   | 1     | 1      | 3     |
| 8     | Estados Unidos | 1   | 1     | 0      | 2     |
| 9     | Croacia        | 1   | 0     | 1      | 2     |
| 10    | Chile          | 1   | 0     | 0      | 1     |
| 10    | Vietnam        | 1   | 0     | 0      | 1     |
| 12    | España         | 0   | 2     | 3      | 5     |
| 13    | Egipto         | 0   | 1     | 4      | 5     |
| 14    | Serbia         | 0   | 1     | 2      | 3     |
| 15    | Canadá         | 0   | 1     | 1      | 2     |
| 15    | Kazajistán     | 0   | 1     | 1      | 2     |
| 17    | Grecia         | 0   | 1     | 0      | 1     |
| 17    | Hungría        | 0   | 1     | 0      | 1     |
| 17    | Venezuela      | 0   | 1     | 0      | 1     |
| 20    | Brasil         | 0   | 0     | 1      | 1     |
| 20    | Escocia        | 0   | 0     | 1      | 1     |
| 20    | Eslovaquia     | 0   | 0     | 1      | 1     |
| 20    | Georgia        | 0   | 0     | 1      | 1     |
| 20    | Irán           | 0   | 0     | 1      | 1     |
| 20    | Perú           | 0   | 0     | 1      | 1     |
| Total | Total          | 17  | 17    | 34     | 68    |